# Un ange en basket
Un ange en basket (Teen Angel) est une série télévisée fantastique américaine en douze épisodes de 46 minutes diffusée dans l'émission américaine The All New Mickey Mouse Club entre le 24 avril 1989 et le 22 mai 1989 sur Disney Channel.
En France, elle a été diffusée à partir du 4 février 1990 sur TF1.

## Synopsis
Buzz Gunderson, disparu dans les années 1950, est un ange adolescent habillé tel un greaser retrouve sa Terre, trente ans après sa mort, où sa mission est de surmonter les difficultés des jeunes…

## Distribution
- Jason Priestley : Buzz Gunderson
- Adam Biesk : Dennis Mullen
- Hunter MacKenzie Austin (en) (sous pseudonyme Caroline Gilshian) : Carolyn
- Renée O'Connor : Nancy Nichols
- Sasha Jenson : Jason

## Production
Toutes scènes de la série ont été réalisées par Max Reid sous le scénario de Kris Young et tournées à Phoenix en Arizona.

## Suite
La série a connu une suite intitulée L'Ange revient (Teen Angel Returns), toujours avec Jason Priestley ainsi que Jennie Garth, sa future partenaire dans Beverly Hills 90210.